# Józef Brandt

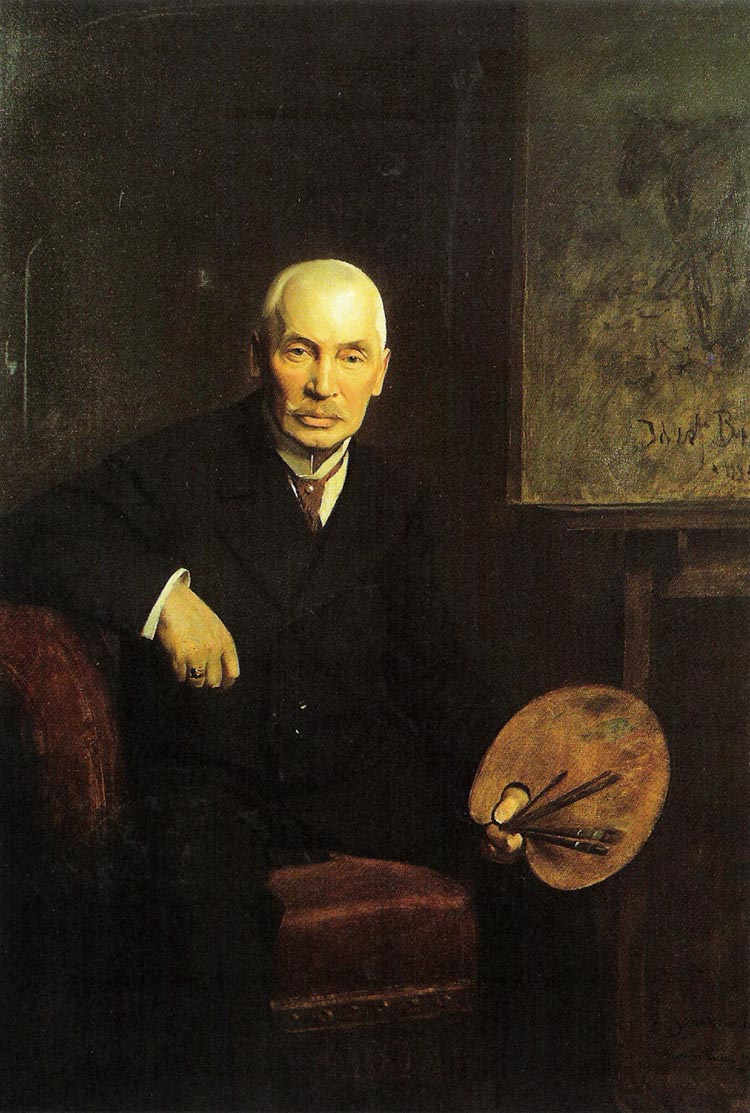
Józef Brandt (Porträt von Boleslaw von Szankowski, Warschau, Nationalmuseum Inv. MP 961)

Józef Brandt, auch Joseph (Josef) von Brandt (* 11. Februar 1841 in Szczebrzeszyn; † 12. Juni 1915 in Radom), war ein polnischer Maler in München, der sich überwiegend der Historienmalerei widmete. Er wird der Münchner Schule zugerechnet.

## Leben
Brandt widmete sich anfangs dem Ingenieursfach und besuchte deshalb ab 1858 die École Nationale des Ponts et Chaussées in Paris, wandte sich aber schon bald der Malerei zu. 1860 bereist er mit dem Maler Juliusz Kossak (1824–1899) die östlichen polnischen Gebiete. 1863 ging er nach München, wo er seit dem 17. Februar 1863 in der Antikenklasse der Königlichen Akademie der Künste bei Karl Theodor von Piloty (1826–1886), studierte sowie in privaten Ateliers von Franz Adam (1815–1886) und den Aquarellkursen von Theodor Horschelt (1829–1871). 1867 richtete er sich in München ein eigenes Atelier ein, das er bis zu seinem Tode beibehält. Die Sommermonate verbrachte er im Dorfe Orońsko bei Radom. 1877 heiratete er Helena von Woyciechowski Pruszaków, die Besitzerin des Gutes Orońsko. Er war mit Władysław Szerner befreundet, gemeinsam besuchten sie die Ukraine und Wolhynien.
Zu seinem Hauptfach machte er Soldaten- und Kriegsbilder, meistens aus dem 17. Jahrhundert, und Genreszenen aus dem Leben seiner Landsleute, die er meisterhaft charakterisierte. 1878 wurde er zum königlich-bayerischen Professor ernannt.
Eines seiner ersten größeren Bilder war 1867 Ein Angriff polnischer Reiter auf Türken im 17. Jahrhundert.
Dann folgten
- Polnische Landleute vor einer Branntweinschenke (1868),
- Eine Episode aus dem Dreißigjährigen Krieg,
- Der Übergang der polnischen Kavallerie durch den Meerbusen auf Jütland 1658 (1870),
- Eine Lagerszene aus dem 17. Jahrhundert,
- Der Markttag in einem polnischen Städtchen (1872),
- die wild bewegte, besonders meisterhafte Türkenschlacht bei Wien am 12. September 1683,
- Vor der Überfahrt,
- Flotte Einquartierung (1873),
- Übergang einer polnischen Proviantkolonne über die Karpaten,
- Ukrainische Kosaken (Museum in Königsberg),
- Tabunenführer in Südrussland, *Kosaken auf Vorposten (1876),
- Auszug zur Steppenjagd,
- Die Vedette,
- Dorfstraße in der Ukraine,
- Kosakenlager,
- Tatarenkampf (1878, Hauptwerk, Berliner Nationalgalerie) u. a.

## Galerie

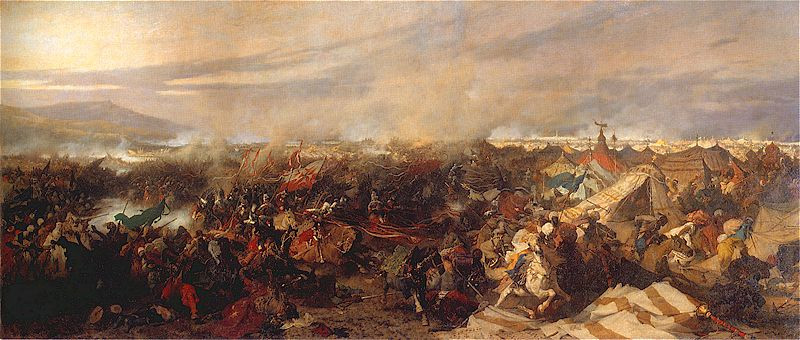
„Die Schlacht am Kahlenberg 1683“, (1863)
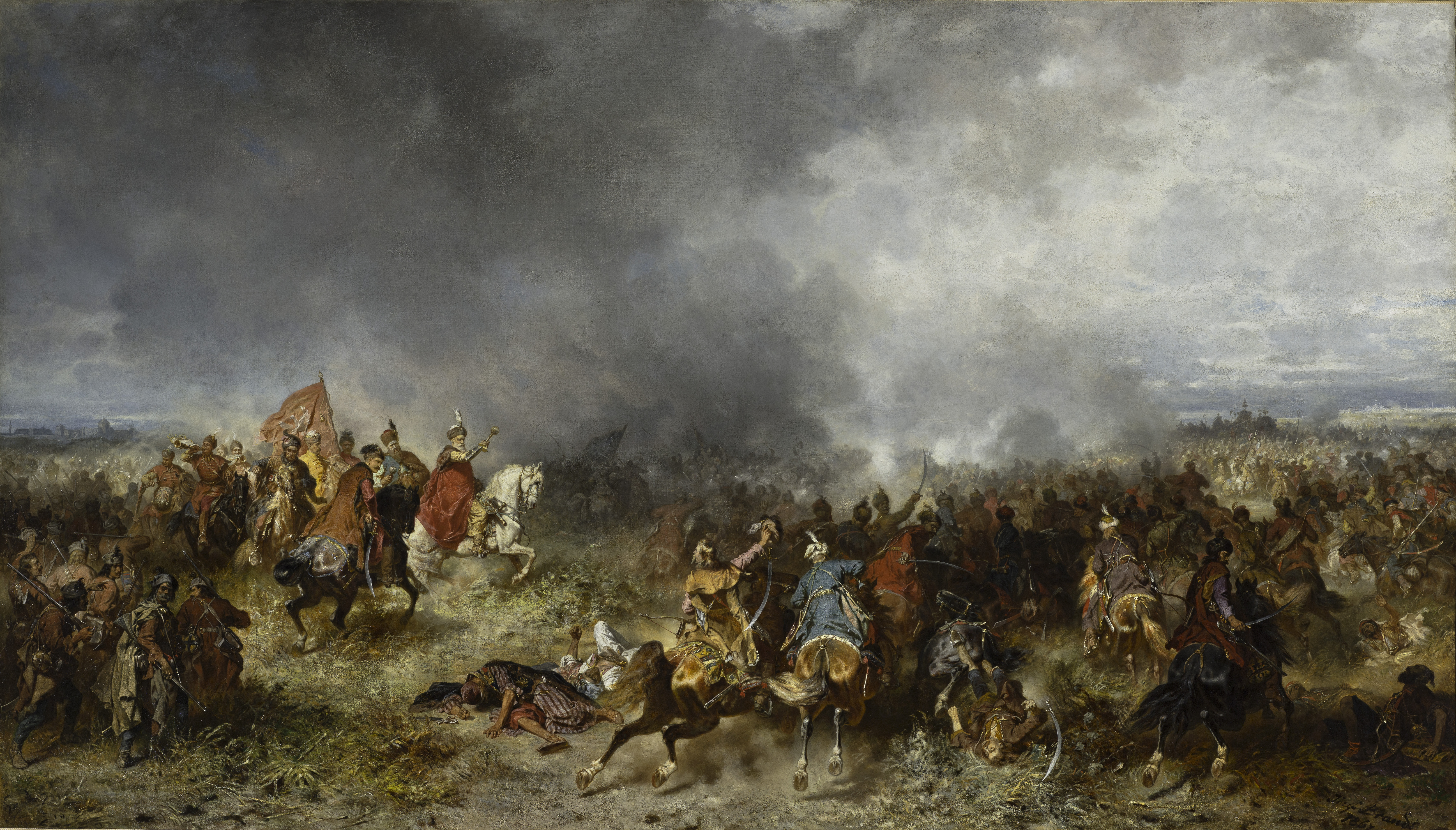
„Jan Karol Chodkiewicz in der Schlacht bei Chocim 1621“, (1867)
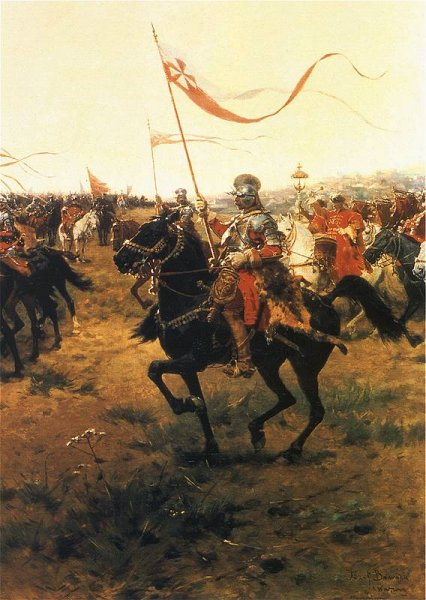
„Die Husaren“
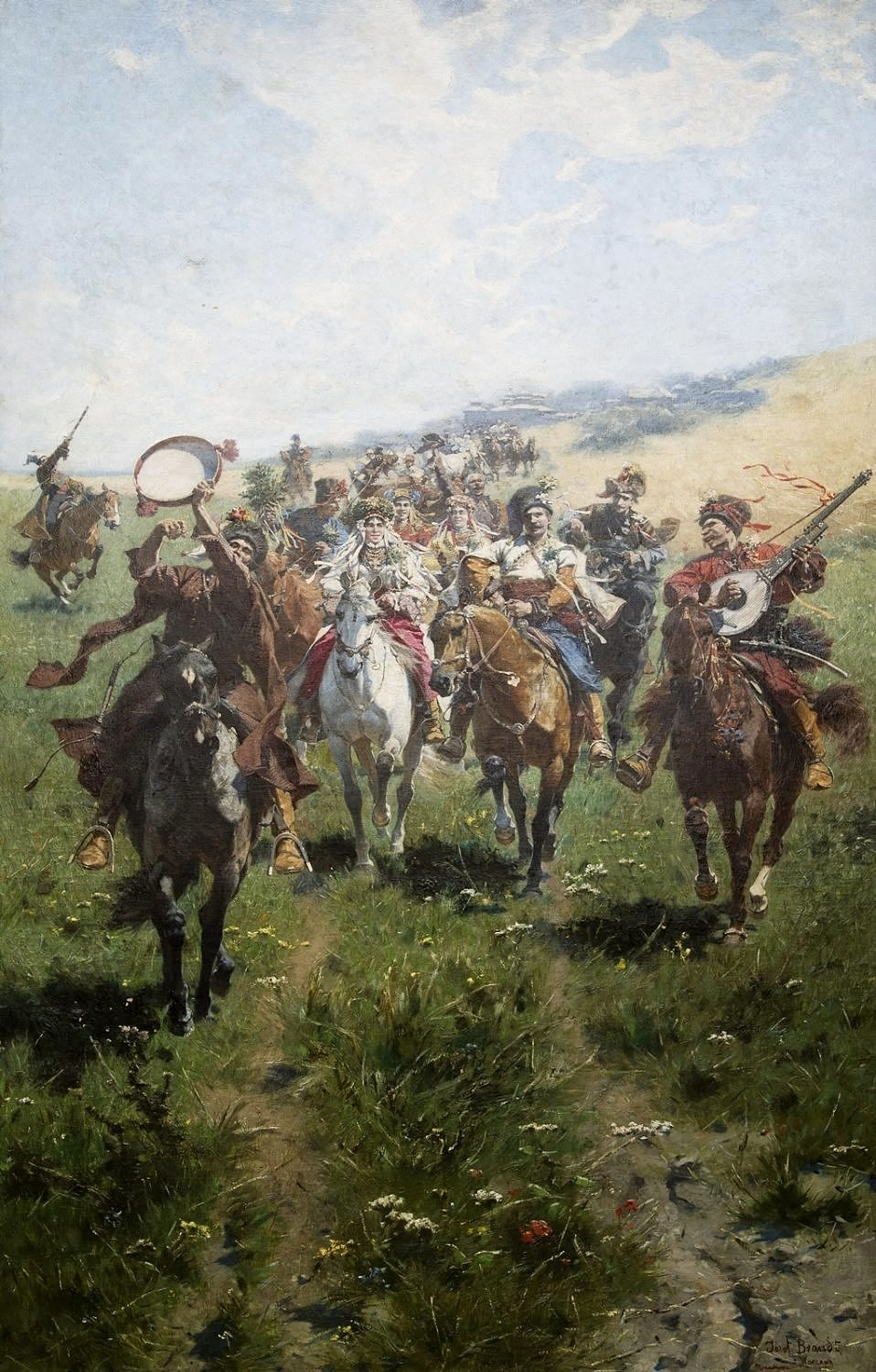
„Die Kosakenhochzeit“
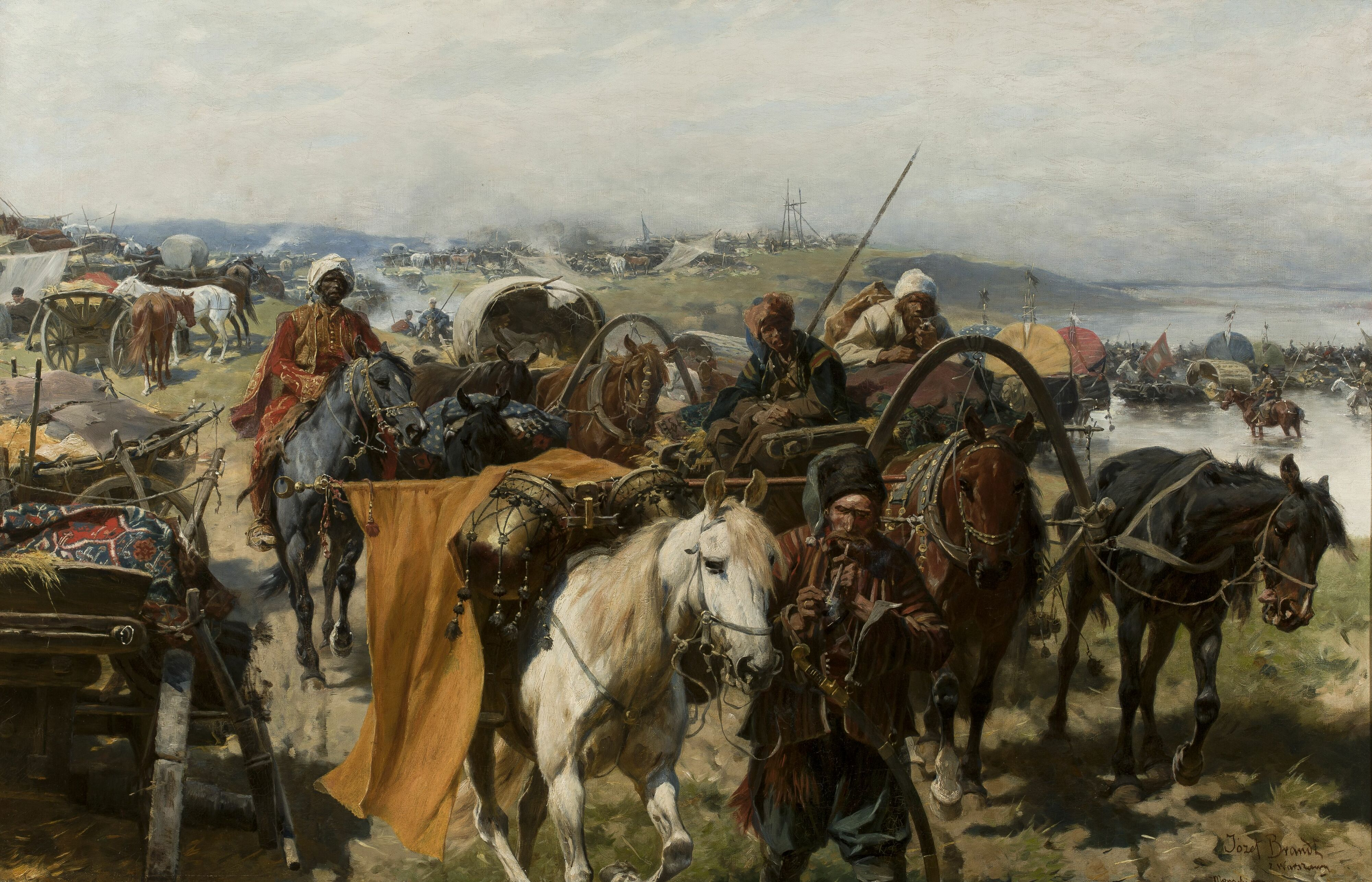
„Das Kosakenlager“
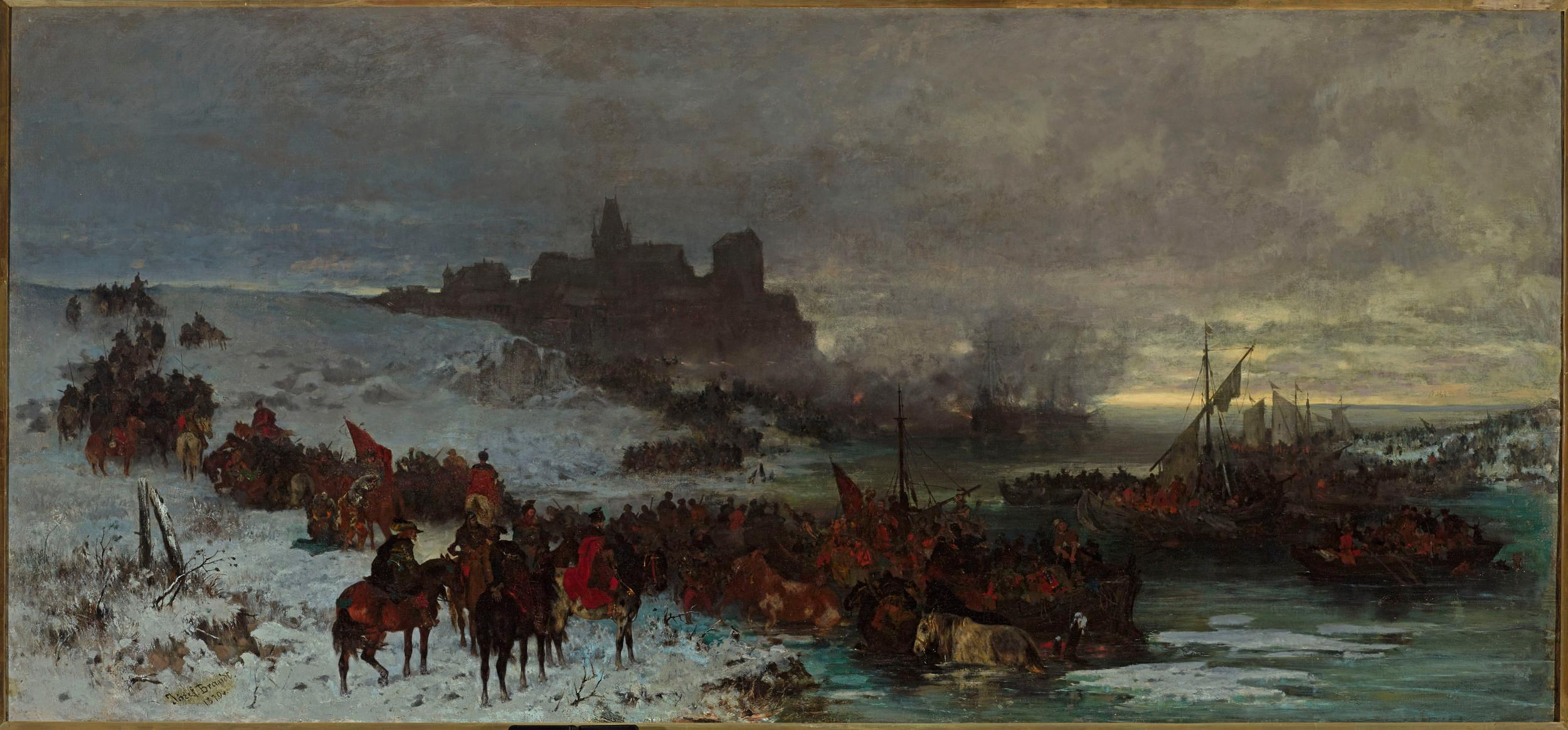
„Stefan Czarniecki bei Kolding“, (1870)
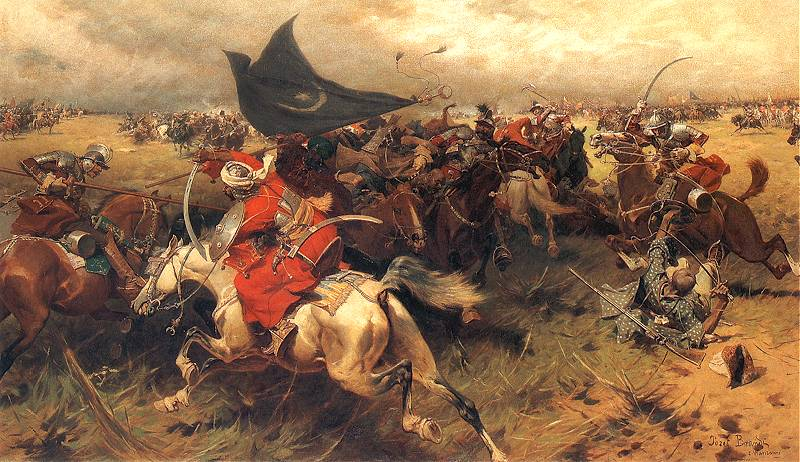
„Der Kampf um das türkische Banner“
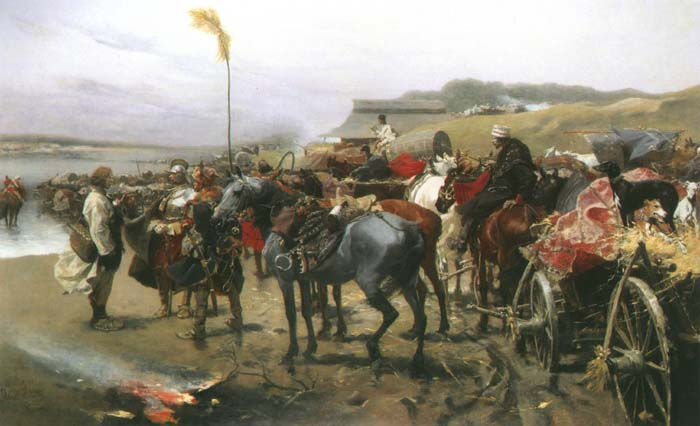
„Das Adelsaufgebot“, (1880)
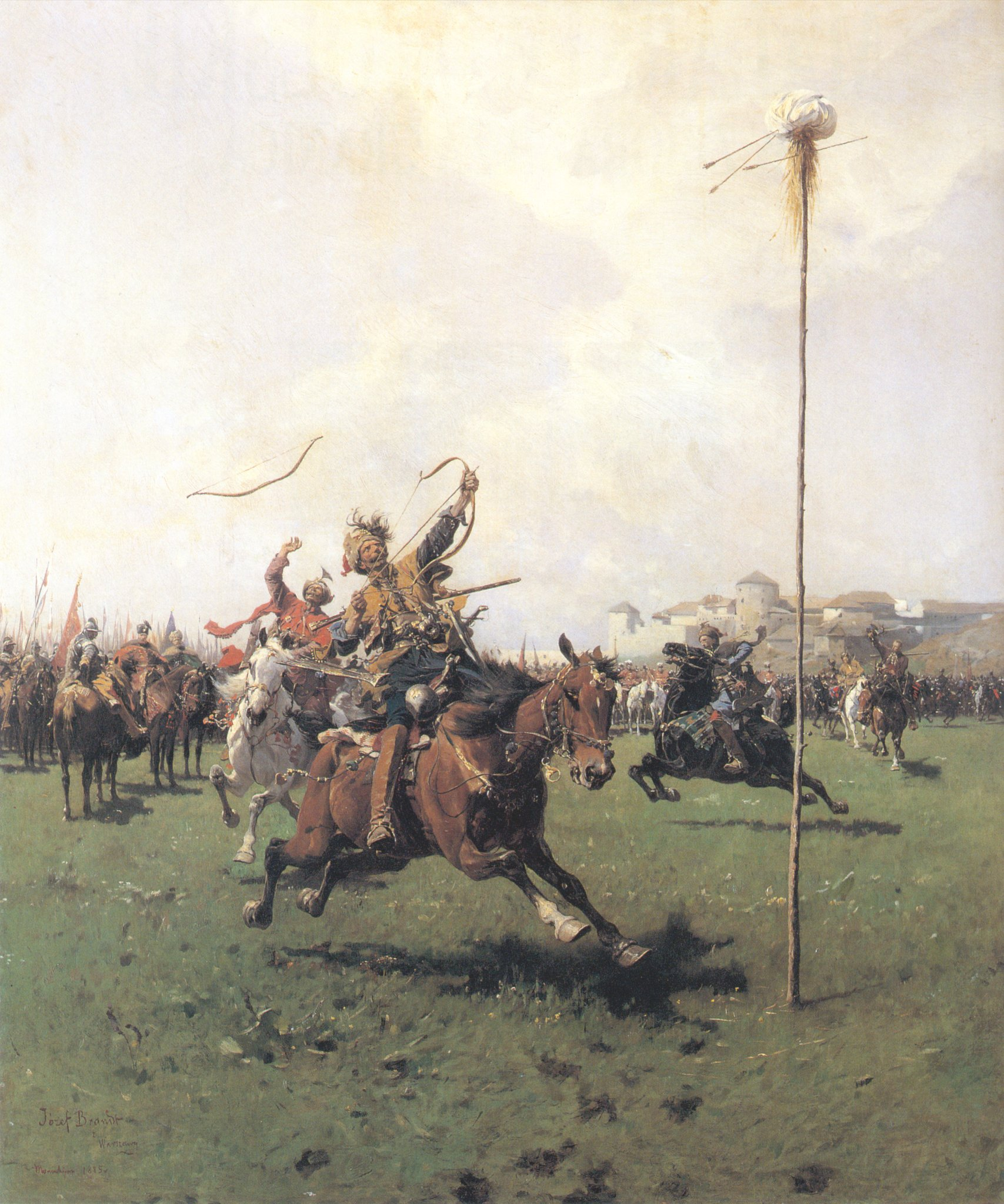
„Die Lisowczycy“, (1885)
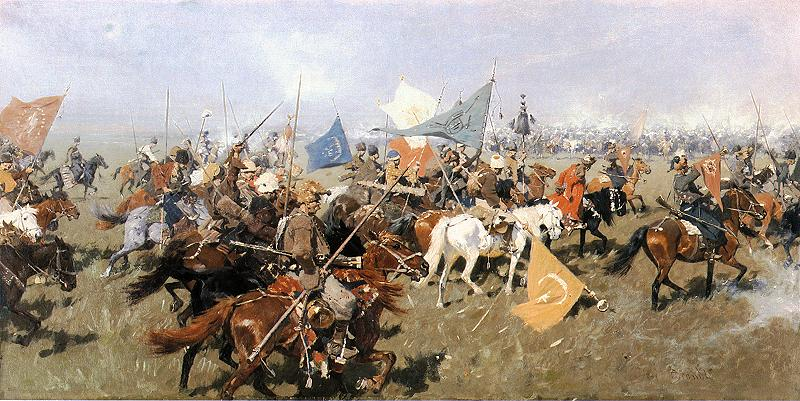
„Die Rückkehr der Kosaken“, (1894)
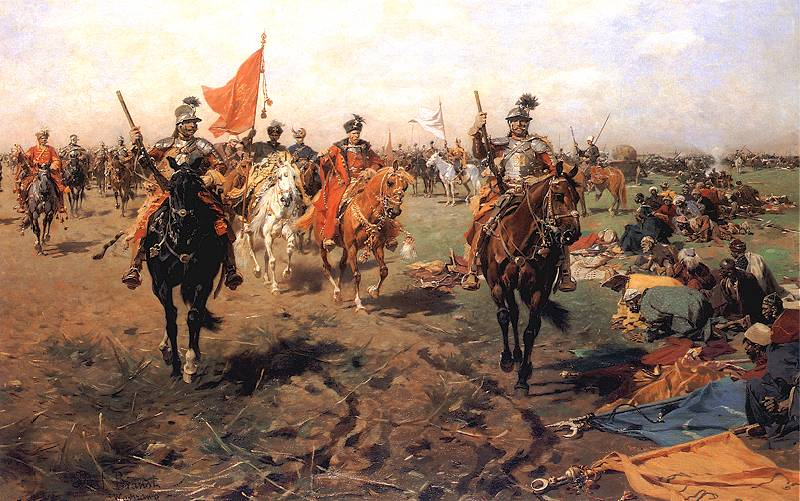
„Das Niederlegen der Standarten durch türkische Truppen“, (1905)
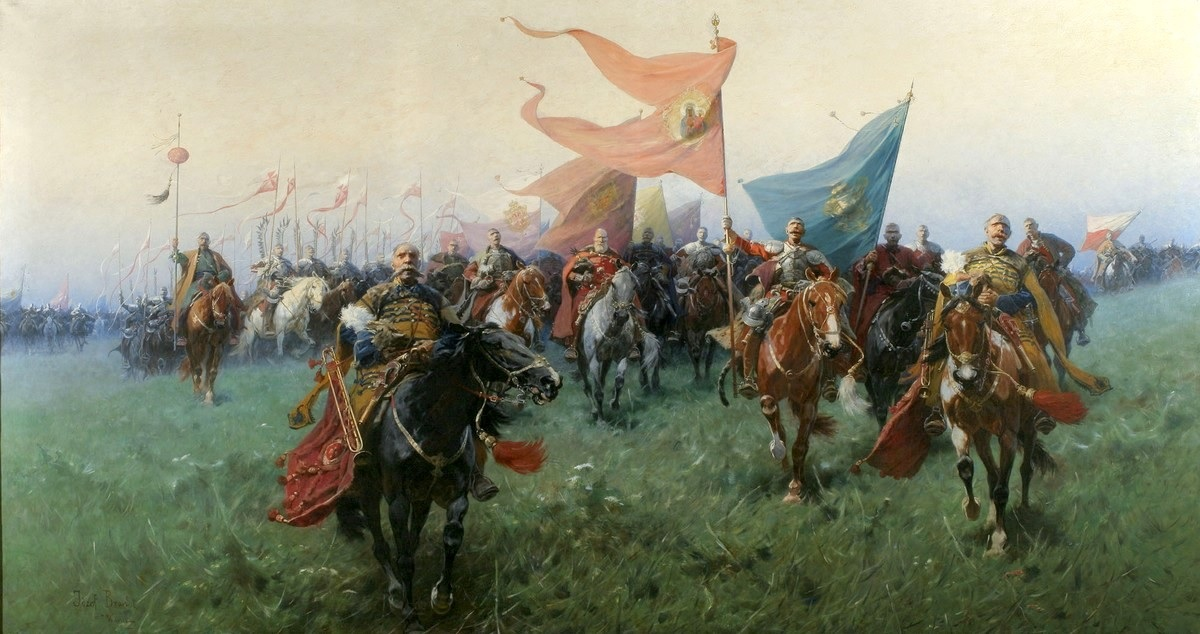
„Polnische Truppen singen vor der Schlacht die Bogurodzica“, (1909)